# Pozo San Jorge
El Pozo San Jorge fue una explotación vertical de carbón situada en el pueblo allerano de Caborana. La explotación fue inaugurada en el año 1942, tratándose del primer pozo profundizado en el concejo de Aller, y fue clausurada en 1995, año en el que se convirtió en auxiliar del próximo Pozo Santiago, hasta el cierre de este en noviembre de 2018, terminando así con la minería en el concejo de Aller.

## Historia
La profundización de este pozo fue propuesta por Antonio Cifuentes en 1920, sin embargo, su idea caería en saco roto y fue prontamente olvidada, probablemente a raíz de las todavía abundantes capas de carbón encontradas en los grupos de montaña, lo que disuadió a los propietarios de embarcarse en la costosa obra de profundización de un pozu vertical. Sin embargo, en el año 1936, el ingeniero director de Sociedad Hullera Española, retoma la idea de Cifuentes, y envía una carta a cada uno de los ingenieros de los grupos de montaña alleranos para preguntarles acerca de su parecer en relación con la profundización de un pozo vertical ante el progresivo agotamiento de las capas de carbón en las minas de montaña. 
Los grupos requeridos fueron los siguientes: 
- Grupo Melendreros
- Grupo Vanguardia
- Grupo Legalidad
- Grupo Cutrifera-Moreda
- Grupo Marianes
- Grupo Conveniencia
- Grupo 2 Amigos

Las obras de profundización del pozo comenzaron en 1939, y finalizaron en 1942, año en el que el pozu fue inaugurado y bautizado como San Jorge, siendo montado el Castillete entre 1940 y 1941 por la empresa Duro Felguera. Como curiosidad acerca de su nombre, este no fue el designado ni por Antonio Cifuentes, que en su carta preveía la profundización de tres pozos en el concejo de Aller (casi acertaría, pues se profundizaron 4) bautizados por él mismo como San Antonio, Santiago y San Claudio, ni por el ingeniero que envía la misiva, pues hablaba de la construcción del Pozu Santiago. Al final, sin que se sepa muy bien el motivo, se le decidió dar el nombre con el que lo conocemos ahora, San Jorge. A partir de 1967, formaría parte del Área Aller del grupo Hunosa, junto con los pozos Santiago y San Antonio, todos pertenecientes hasta el citado año a la Sociedad Hullera Española. Su estado de conservación es óptimo, contando un castillete de 31.5 metros y una profundidad de 151 metros.

## Accidentes
Se tiene noticia de un accidente con fecha 7 de mayo de 1948 con un saldo de 4 muertos. El pozo fue visitado en dos ocasiones por los ministros de Industria de turno, señores Demetrio Carceler Segura, en 1943, y Joaquín Planell Riera, en 1953